# Existe Uma Ideia
Existe Uma Ideia é o quinto álbum do cantor Biafra. Foi lançado em 1984 pelo selo Barclay. Inclui a canção "Sonho de Ícaro", que obteve grande êxito nas rádios. Este álbum recebeu o disco de Ouro, pelas vendas superiores a 100 mil unidades.
A música Água Ardente fez parte da trilha sonora da novela Voltei pra Você, exibida pela Rede Globo.

## Faixas
Lado A
1. "Sonho de Ícaro"  (Piska e Cláudio Rabello)
2. "Cacareco"  (Biafra e Paulo Ciranda)
3. "Realeza"  (Biafra, Nilo Pinta e Marco Valença)
4. "Dança Neném"  (Paulo Ciranda e Arthur Gomes)
5. "Água Ardente"  (Biafra e Paulo Ciranda)

Lado B
1. "Pra se Levar a Vida"  (Biafra e Lulu Santos)
2. "Lugar Comum"  (Nilo Pinta e Mairton Bahia)
3. "Existe Uma Idéia"  (Biafra, Paulo Rockete e Mairton Bahia)
4. "Onde o Mundo Estiver"  (Biafra e Paulo Ciranda)
5. "Carol"  (Biafra e Paulo Ciranda)

## Certificações
| Brasil                                    | Ouro | 100.000* |
| *número de vendas baseado na certificação |      |          |